# Maná (Biblia)

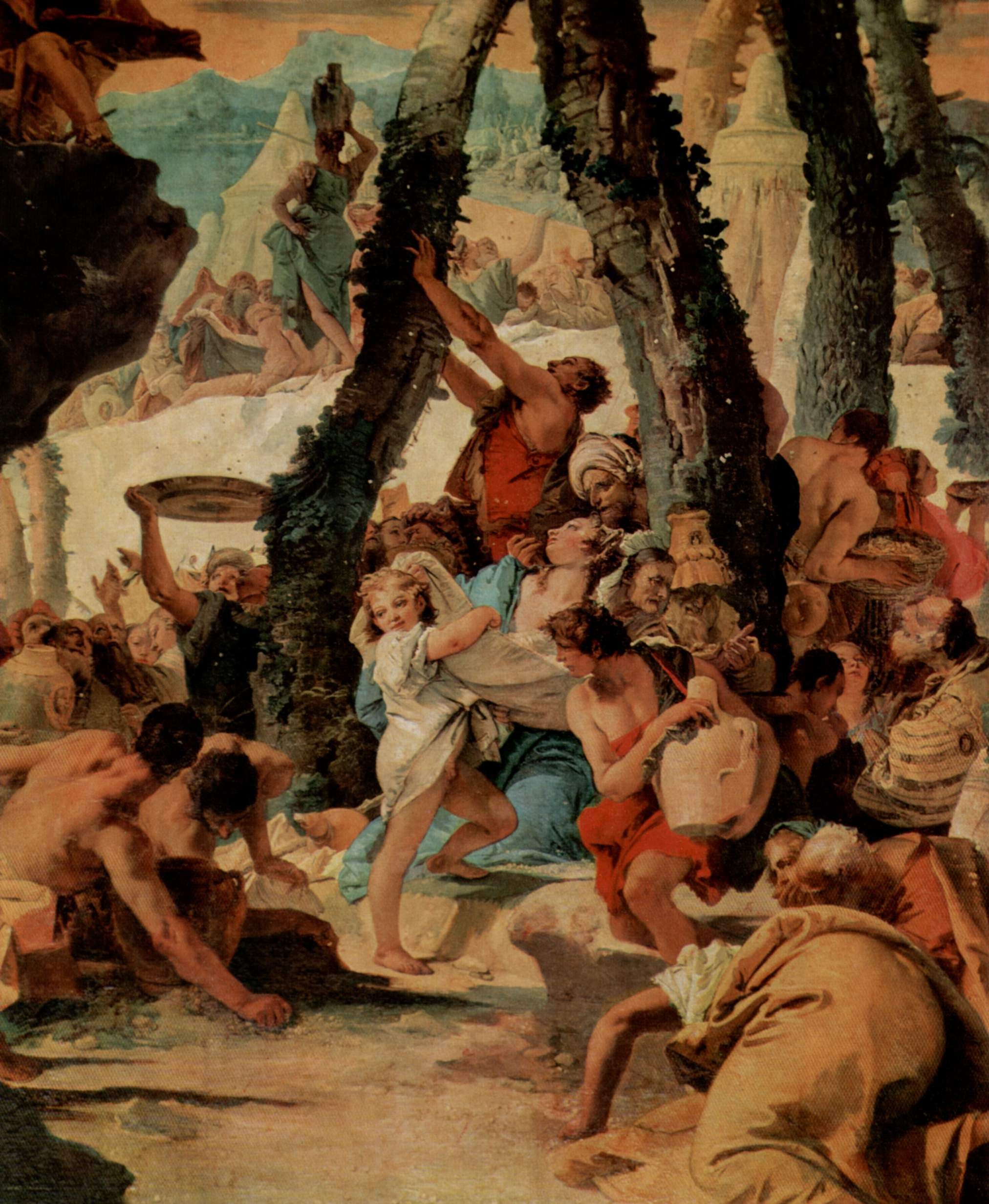
La recolección del maná en el desierto, por Giovanni Battista Tiépolo, 1738-1740.

Según el libro del Éxodo, el maná (hebreo: מן) era el pan enviado por Dios a los israelitas durante los cuarenta años que estos deambularon por el desierto. Lo recibían todos los días, menos el séptimo, sábado, por lo cual debían recolectar doble ración el sexto día, es decir dos gomeres para cada uno. También se encuentran referencias en midrashes judíos de que el maná tenía el sabor y la apariencia de aquello que uno más deseaba. Según la Biblia, el maná tenía un aspecto similar a las semillas del cilantro, blanco, y su sabor parecido a hojuelas con miel. En el Arca de la Alianza se conservaba una muestra de dicho alimento. El maná también se menciona en las azoras del Corán: La vaquilla, Los altos (del árabe: الأعراف  [al-Araf]) y THC (del árabe: طه  [Ta Ha]) en las que se caracteriza el maná como uno de los milagros con los cuales Dios favoreció a los israelitas.
En cuanto a su etimología, la palabra «מן‎» (man) puede estar relacionada con la pregunta “מָן הוּא” (“man hu”), que significa “¿Qué es esto?” en hebreo, expresando la sorpresa de los israelitas al ver por primera vez este alimento.

## Descripción
En el libro bíblico del Éxodo se relata que el maná aparecía cada noche y cada mañana después de que el rocío hubiera desaparecido y que este debía ser recogido antes de que el calor del sol lo derritiera. Según Números, llegaba con el rocío, por la noche. Se describe el maná como una especie de semilla similar a la del coriandro, de color blanco, que tras ser molida y horneada se parecía a las obleas con miel, aunque en Números se describe del mismo color de la mirra india y añade que algunas de las tortas sabían a tortas aceitadas.
Los exégetas creen que estas diferencias se deben a que el Éxodo es un texto yavista, mientras que el de Números es de fuente sacerdotal. El Talmud babilónico explica que las diferencias en la descripción se debían a que su gusto variaba según quien lo tomaba, miel para los niños, aceitunas para los jóvenes, pan para los mayores; la literatura rabínica clásica soluciona la cuestión de si el maná caía antes o después del rocío explicando que lo hacía entre dos capas de humedad.

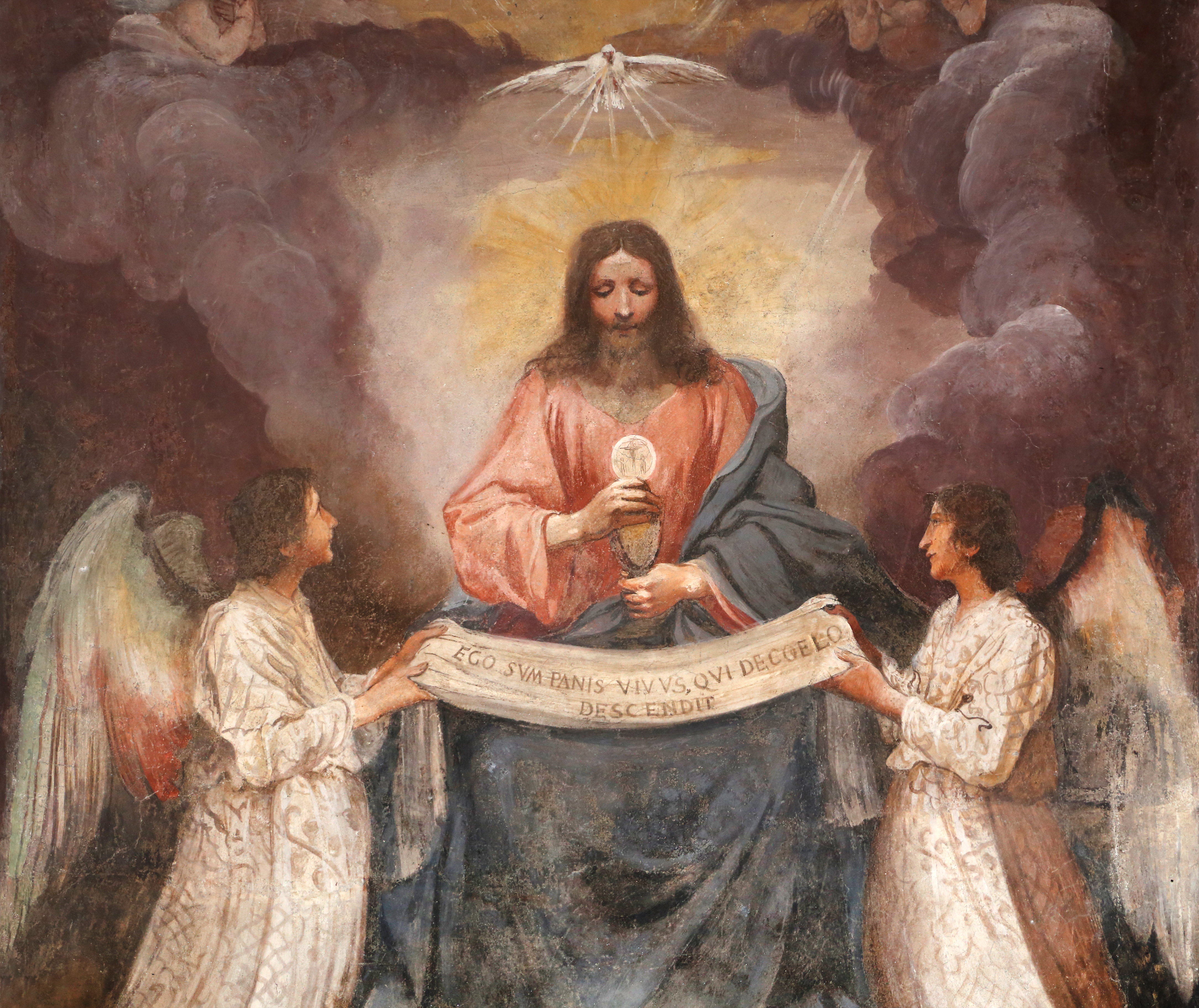
Eucaristía

## Visión de la Iglesia católica
En la Iglesia católica el maná muchas veces se ve como una prefiguración de la Eucaristía: el Cuerpo y la Sangre, el Alma y la Divinidad de Jesús realmente presentes en el pan de este Santísimo Sacramento. 
El mismo Jesús durante el discurso eucarístico en Cafarnaúm hace la comparación entre el maná y el pan de vida que es su cuerpo.

## Identificación

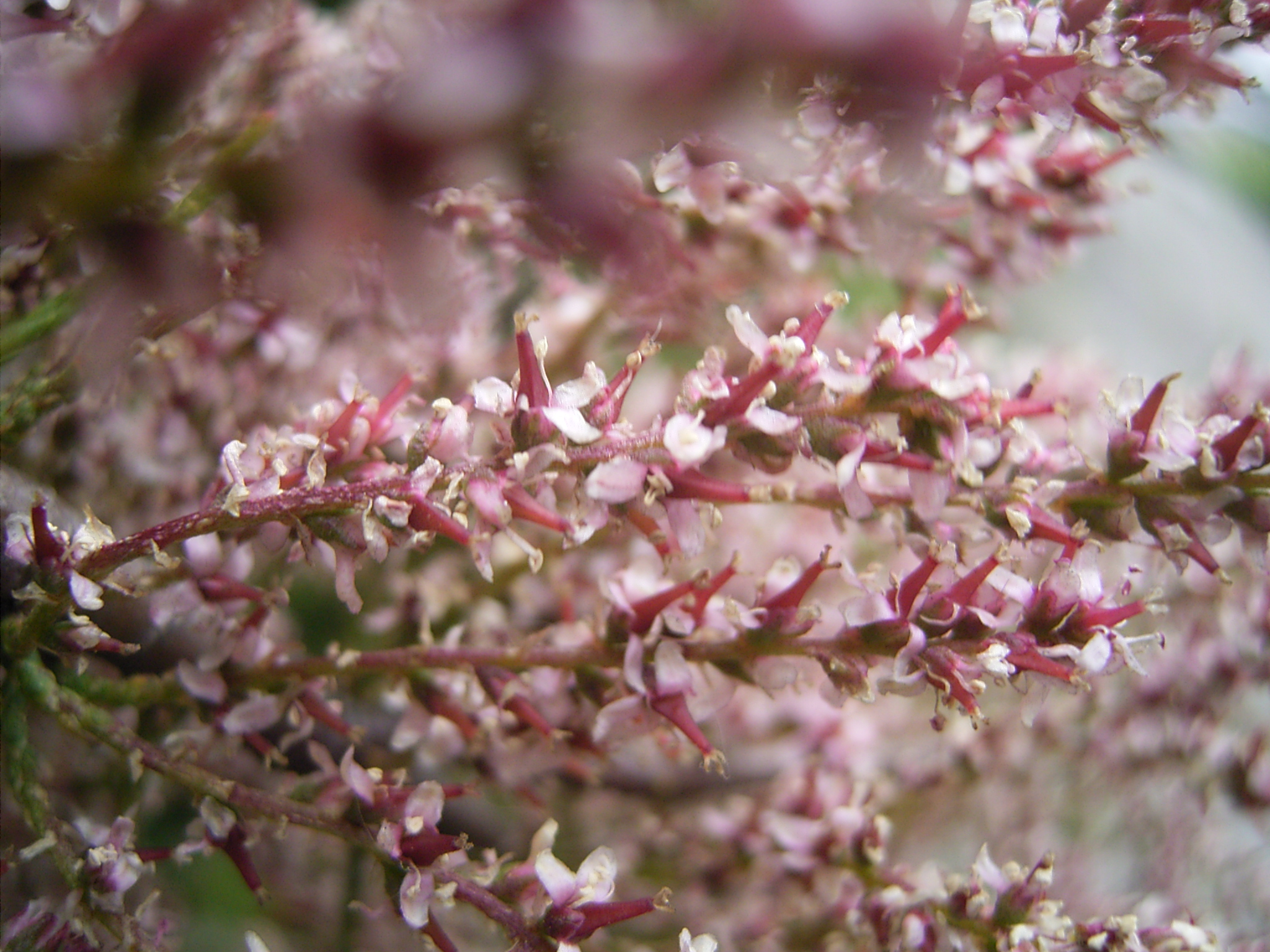
Tamarix gallica, cuya resina podría ser el maná.

Algunos eruditos han propuesto que el maná deriva de una palabra egipcia mennu que significa ‘alimento’. A finales del siglo XX, los árabes residentes en la península del Sinaí vendían la resina del árbol del tamarisco como man es-simma, que significa ‘maná celestial’. Los árboles de tamarisco son muy abundantes en el sur del Sinaí, y su resina es similar a la cera, se derrite con el sol, es dulce y aromática (como la miel), y tienen un color sucio-amarillo, coincidiendo con las descripciones bíblicas. Sin embargo se compone de azúcar, así que no puede proporcionar la suficiente nutrición para que una población sobreviva durante largos periodos, y sería muy difícil convertirla en tortas.
Algunos etnomicologistas, como Terence McKenna, indican que la mayor parte de las características del maná son similares a las de los hongos Psilocybe cubensis, estos tienen un efecto enteógeno, a la vez que provocan la pérdida del apetito; sin embargo este hongo solo se encuentra en el continente americano y el sudeste asiático, además de que como la mayoría de hongos requiere un nivel de humedad superior al del desierto.

## La recolección del maná en el arte

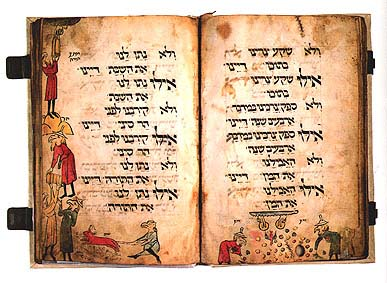
Arte asquenazí, Hagadá de los pajaritos, Alemania, 1300.
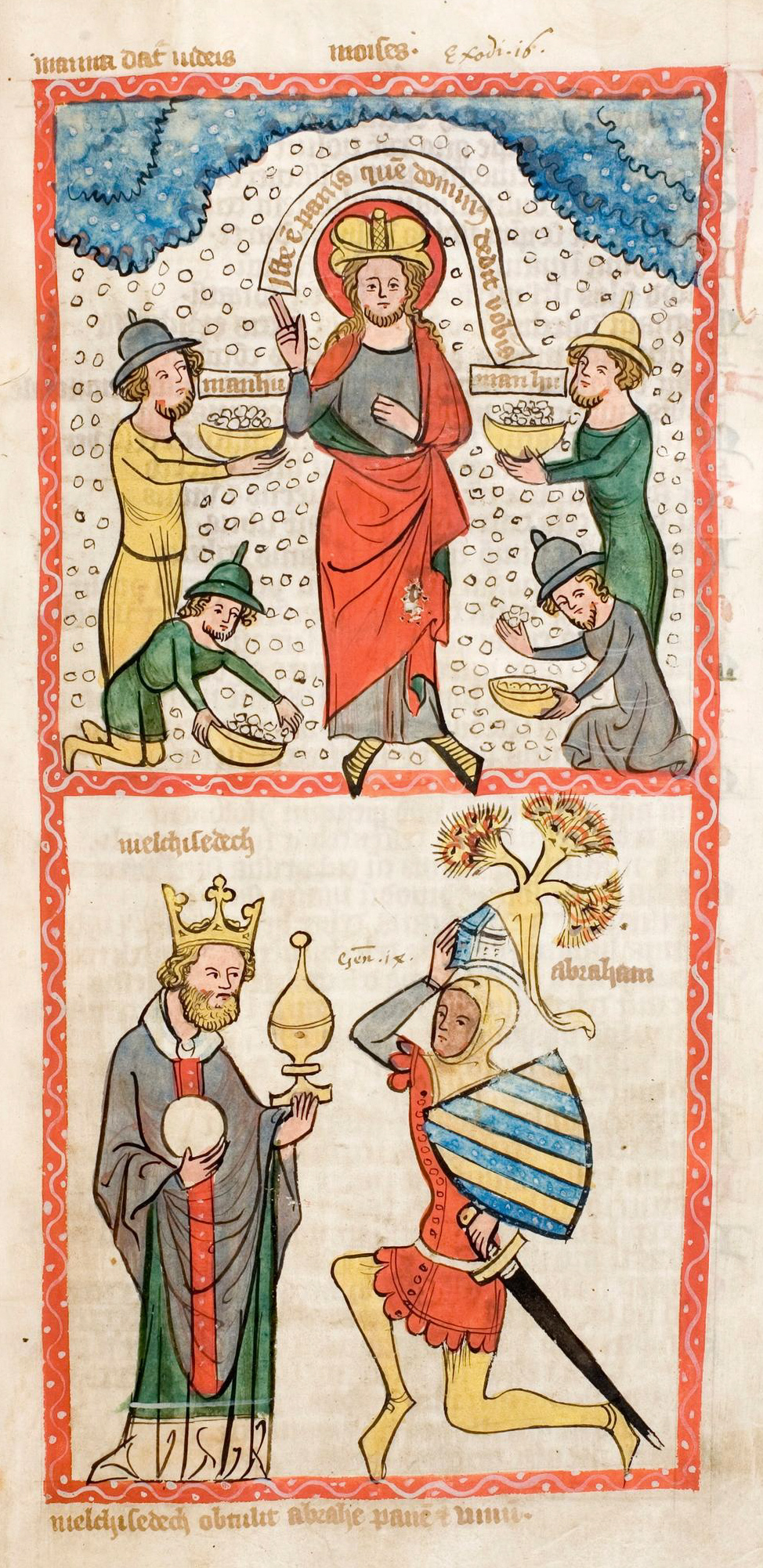
Speculum Humanae Salvationis, Darmstadt, 1360
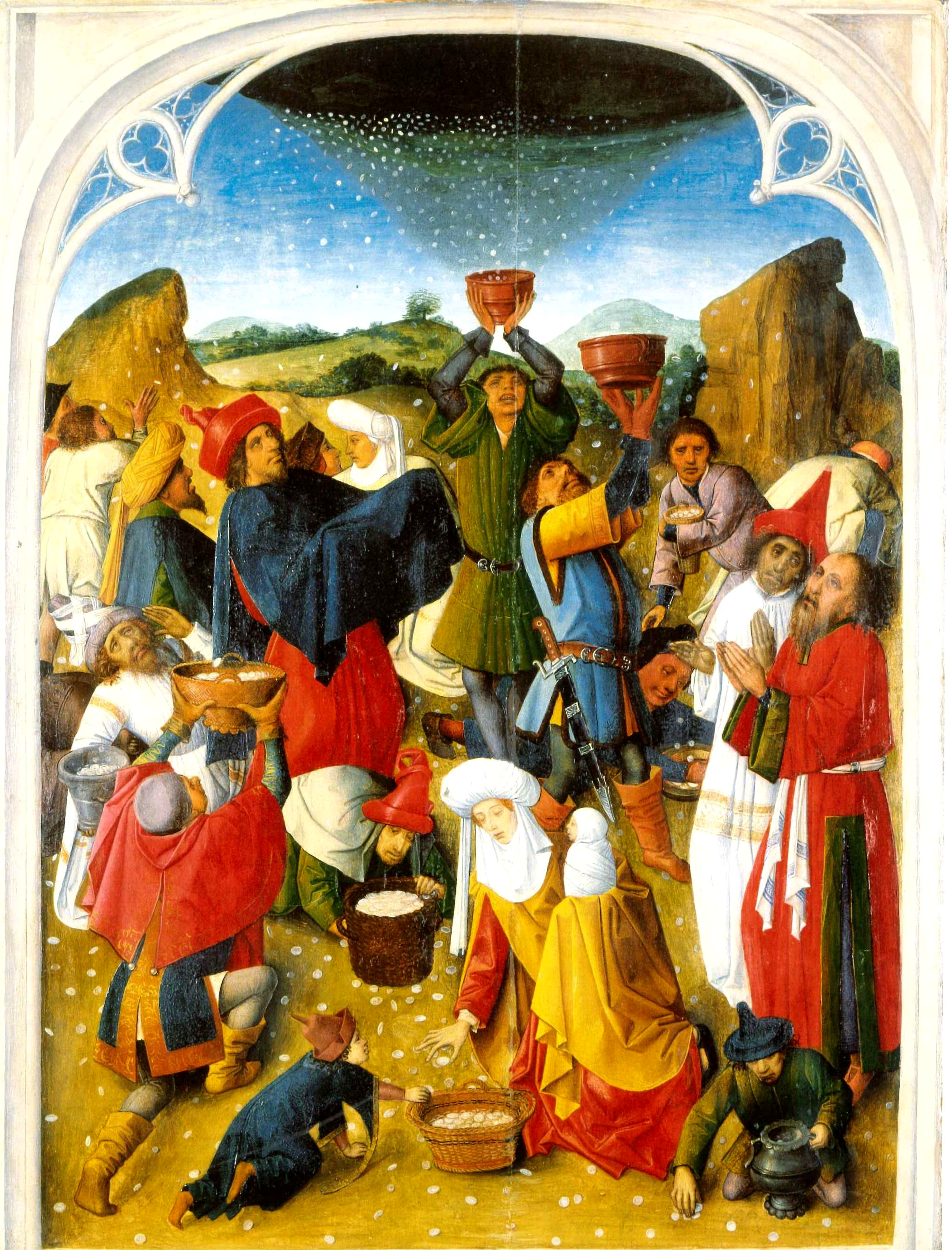
Anónimo flamenco, 1470
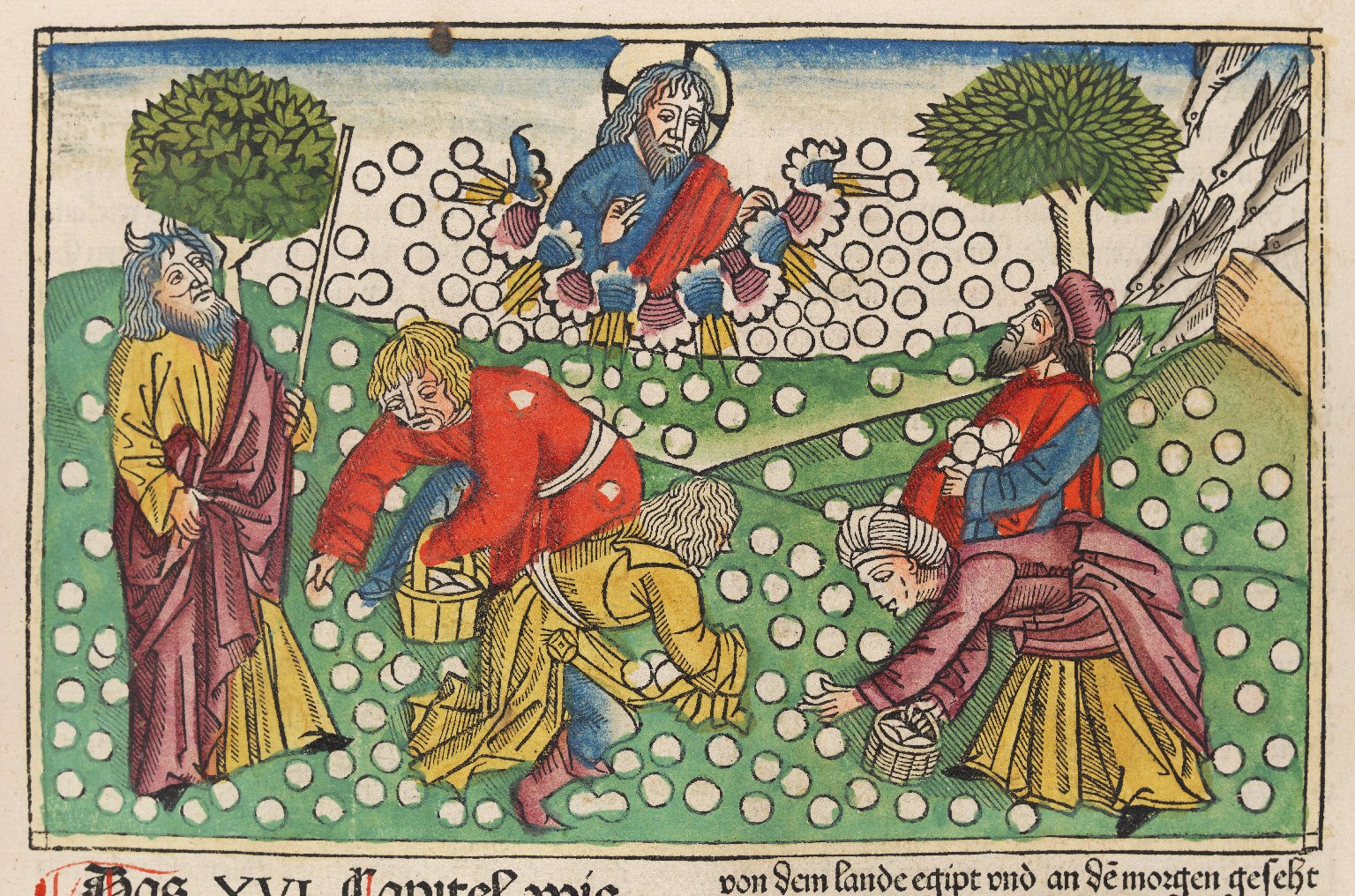
Anton Koberger, 1483
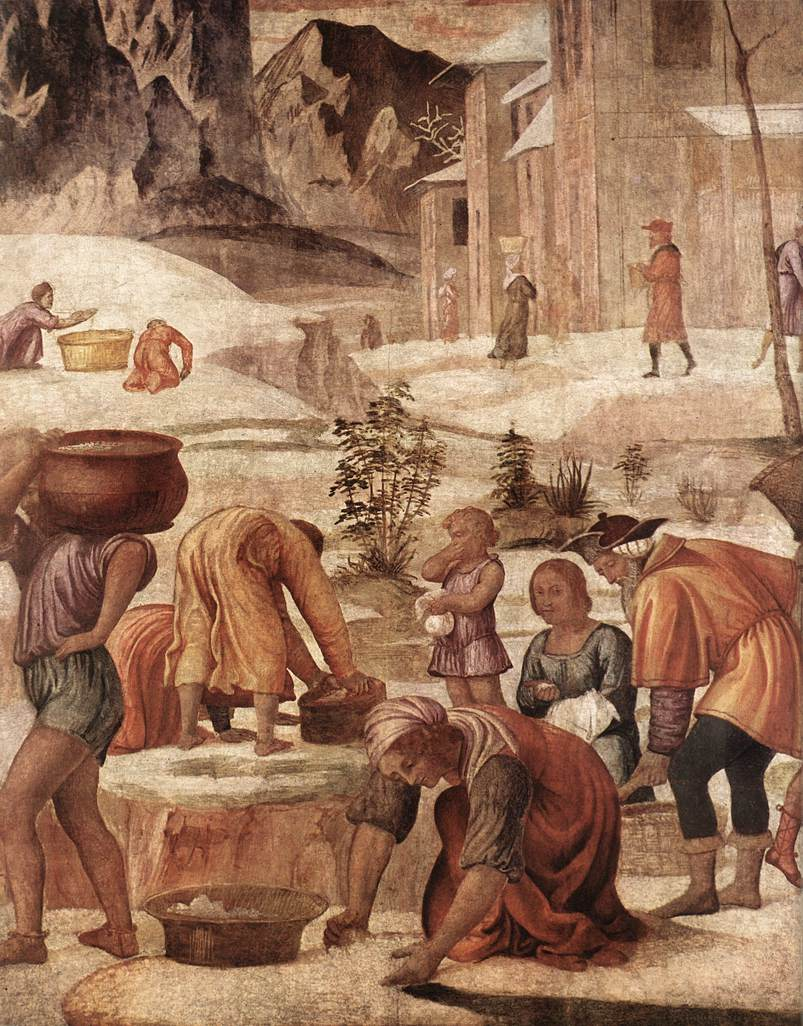
Bernardino Luini, 1520-1523
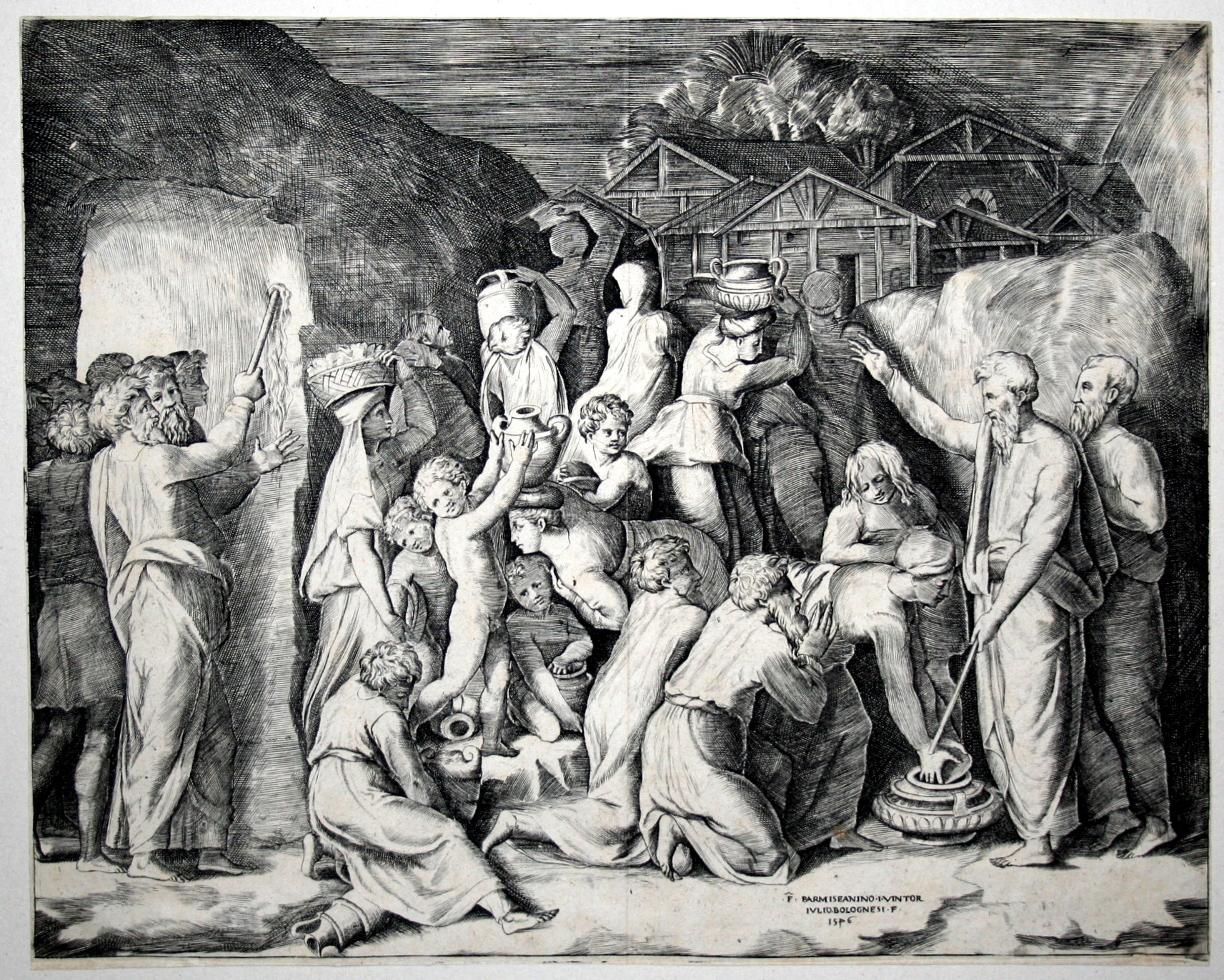
Giulio Bonasone, 1540
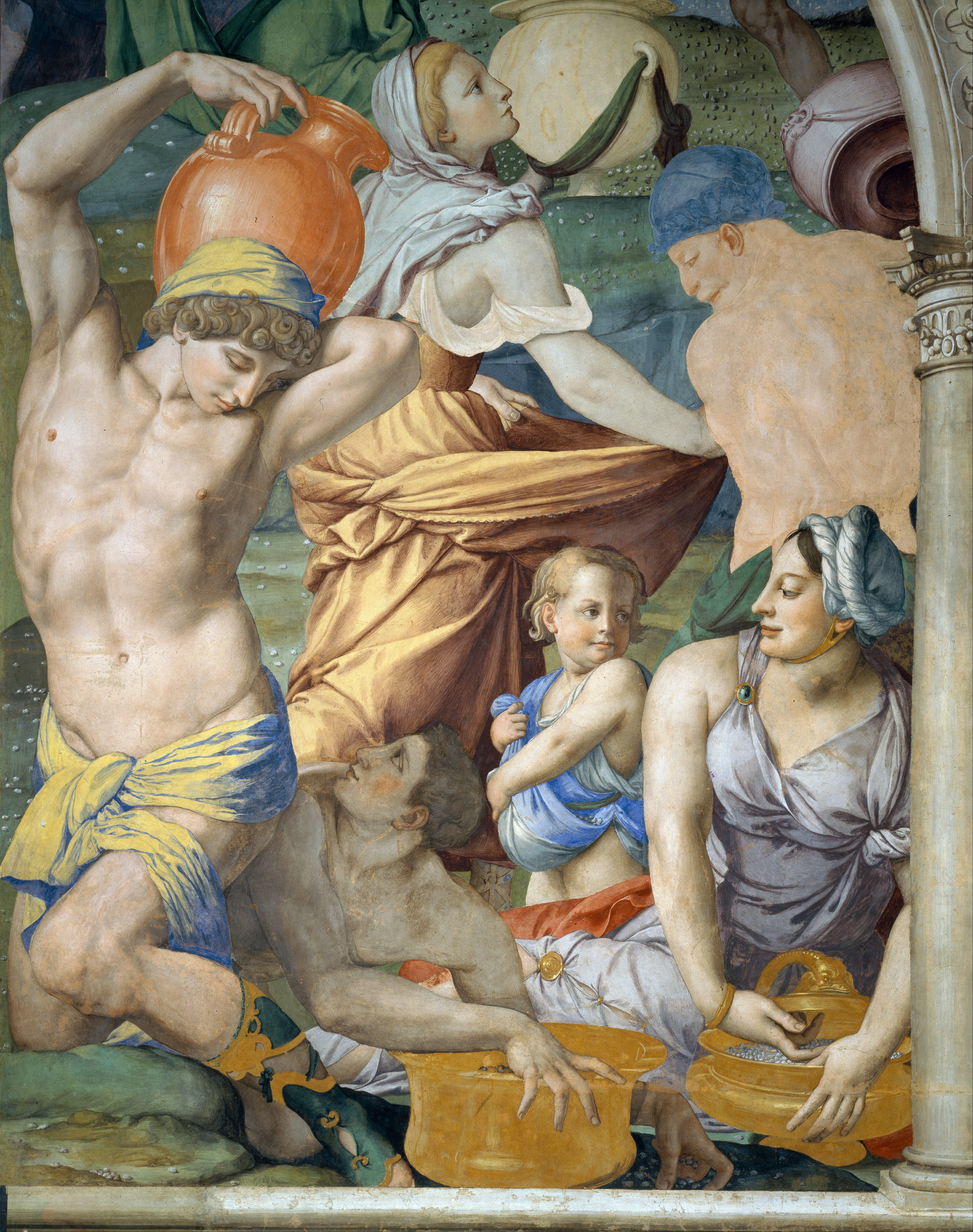
Agnolo Bronzino, 1540-1545
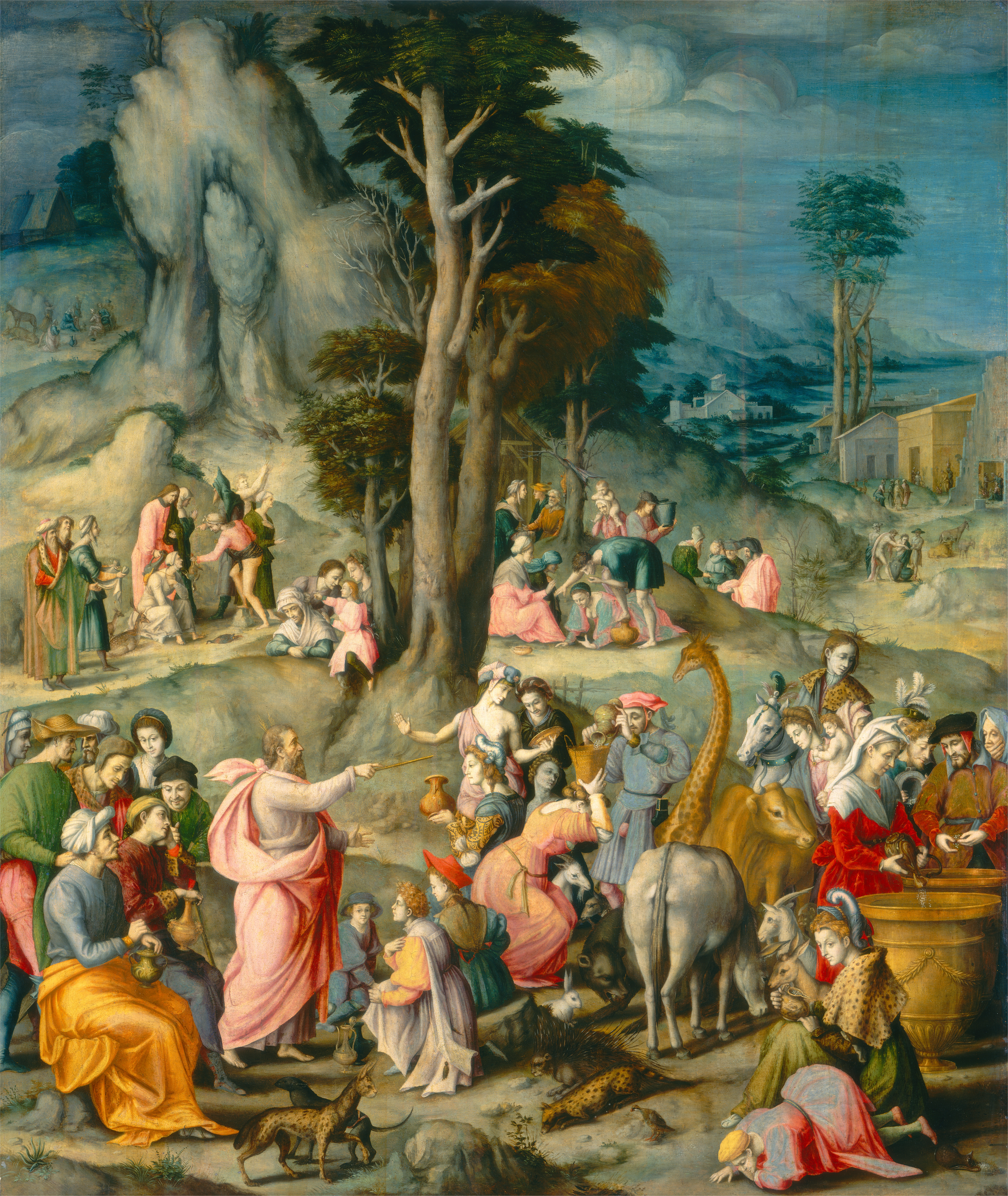
Francesco Bacchiacca, 1540-1555
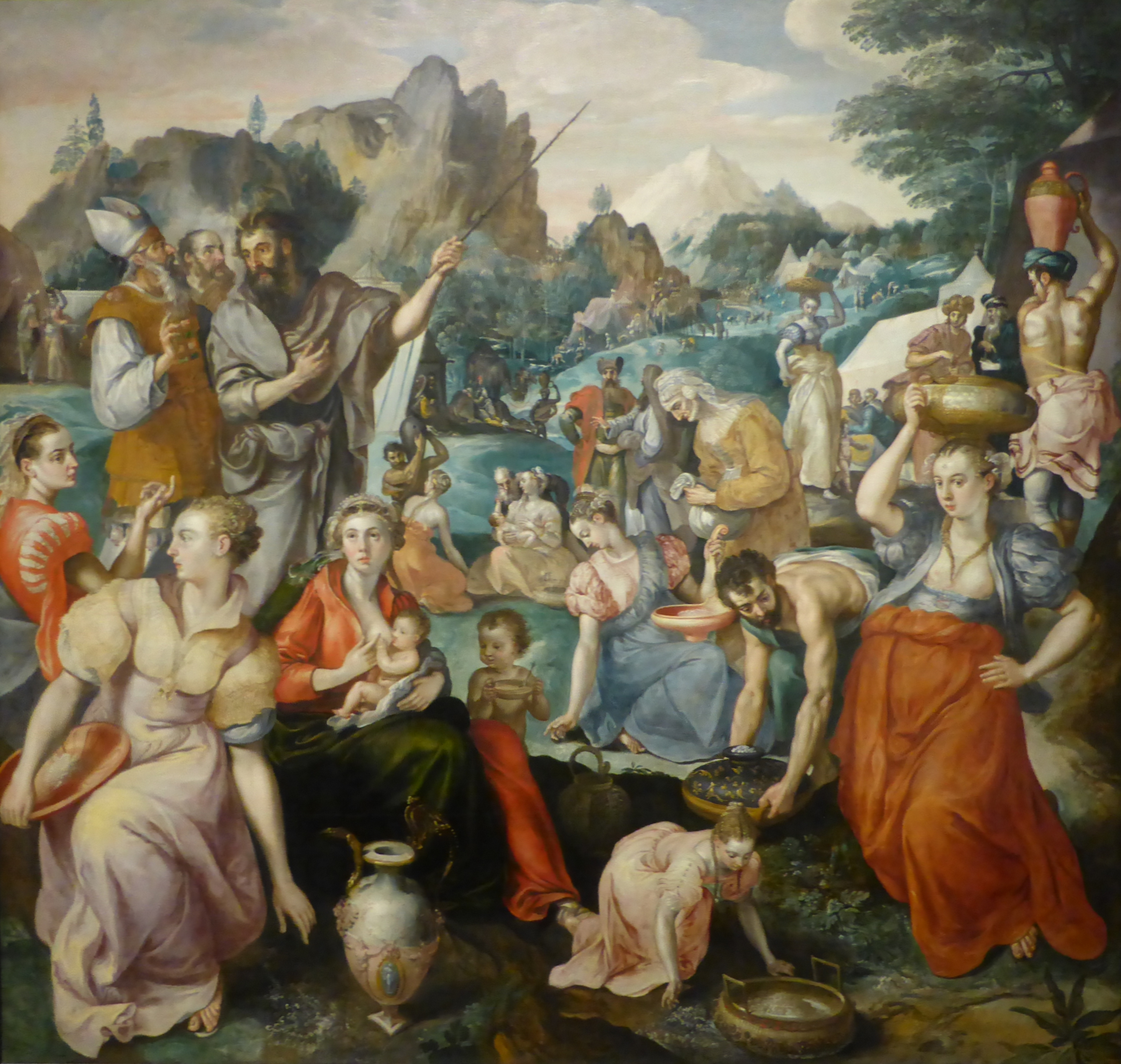
Marten de Vos, 1570-1575
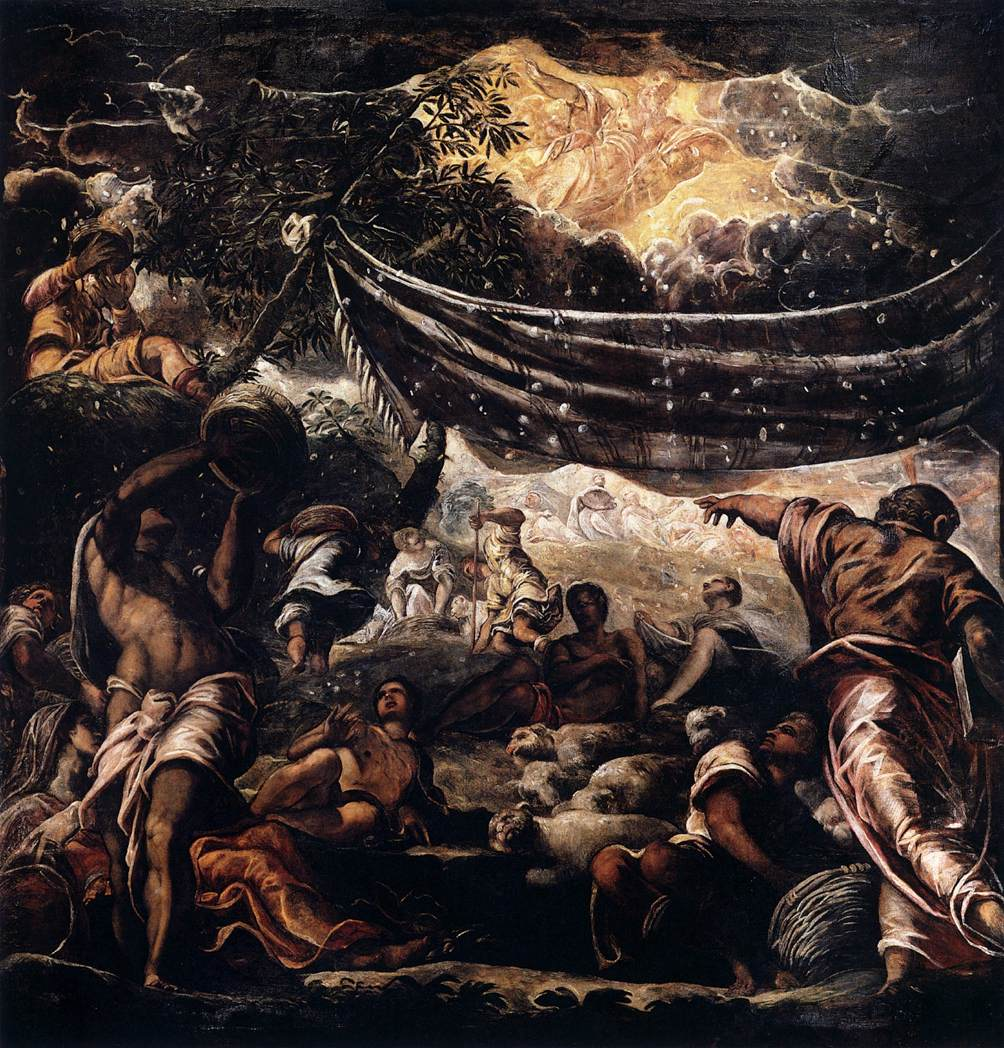
Tintoretto, 1577
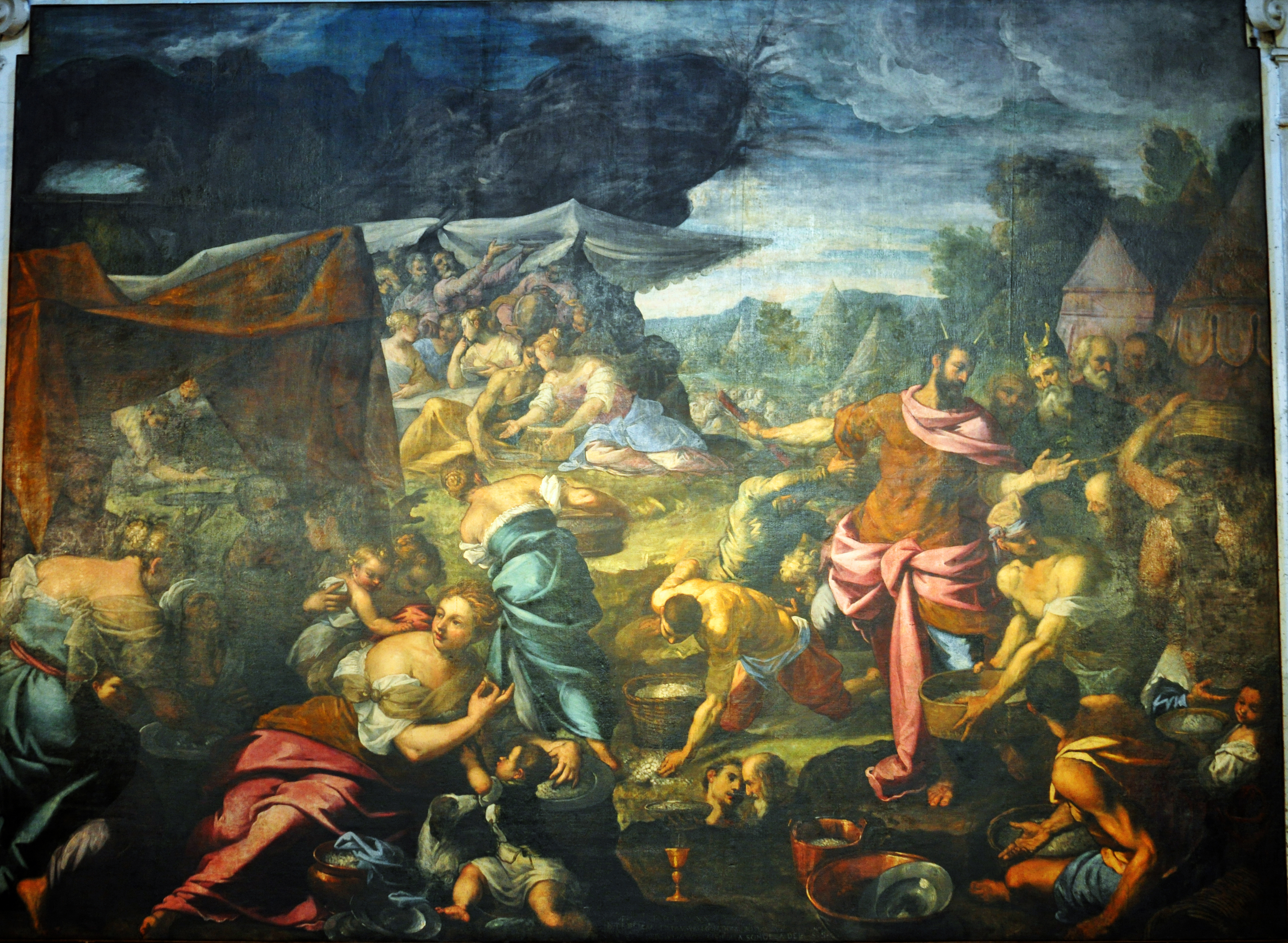
Discípulo o seguidor anónimo del Veronés, 1590
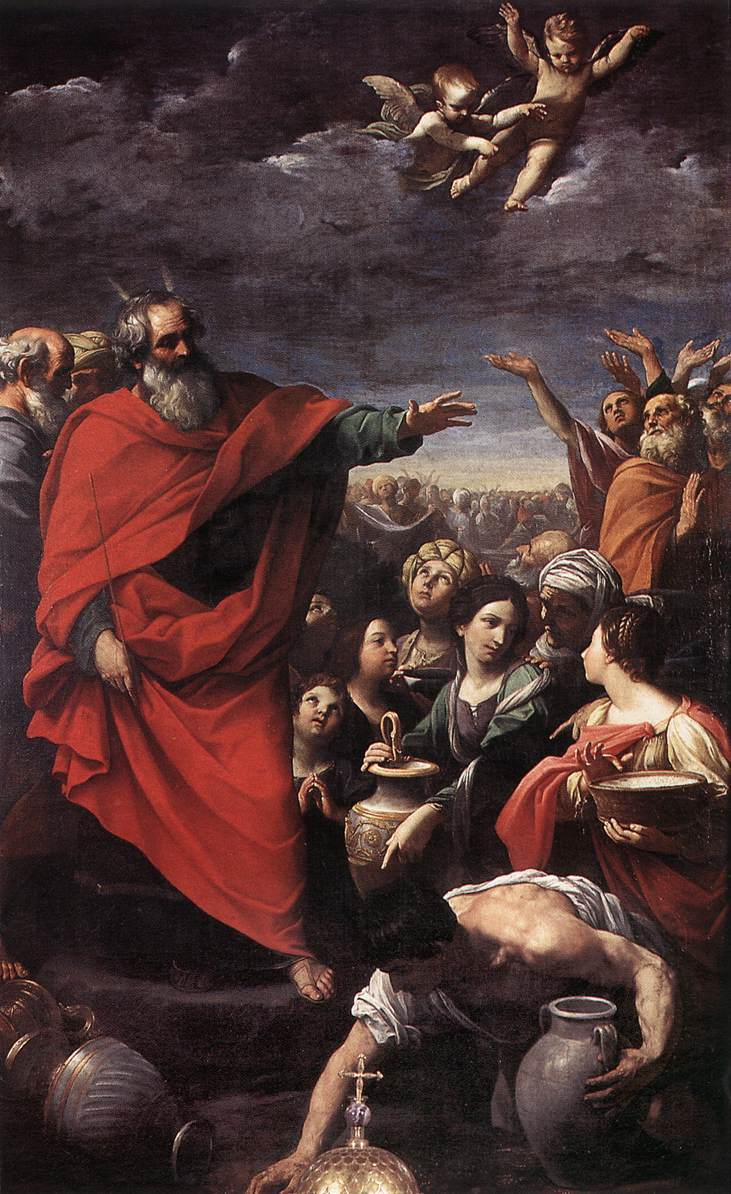
Guido Reni, 1614-1615
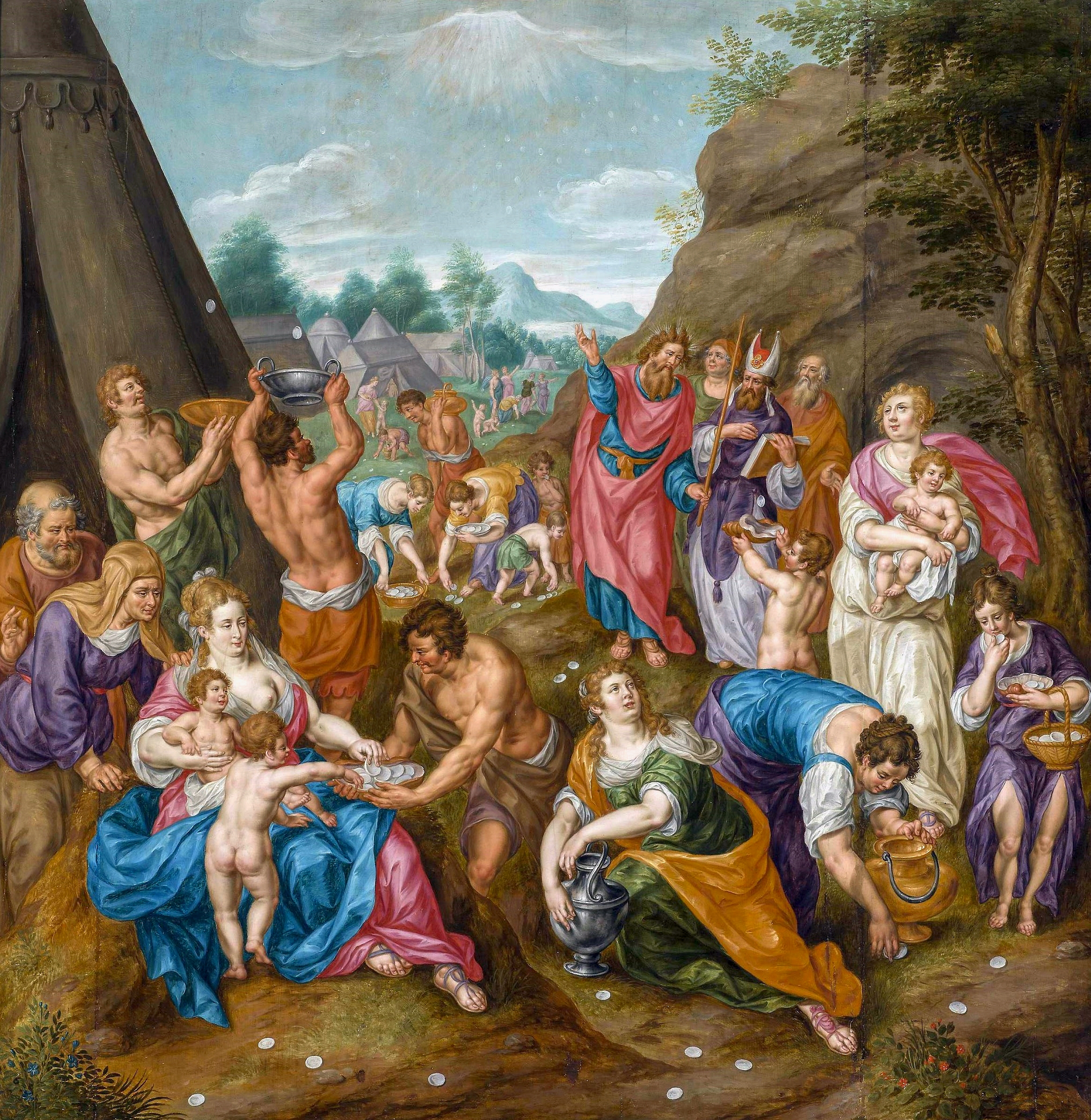
Hendrick de Clerk, 1620
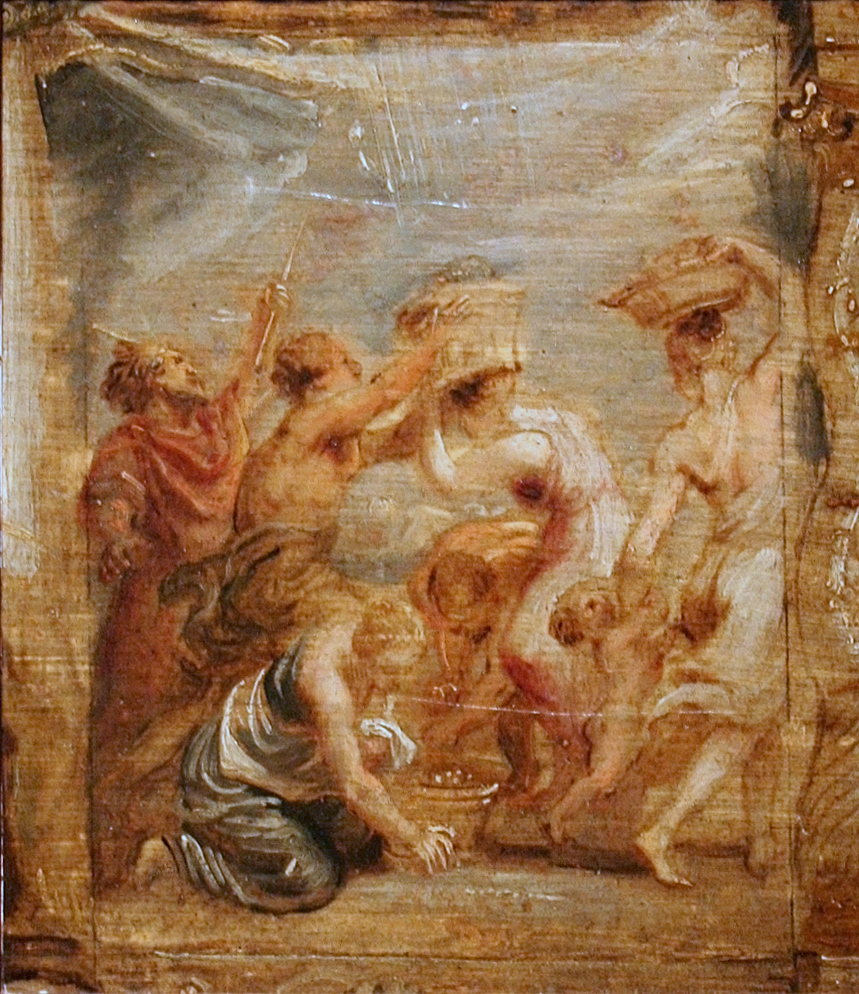
Rubens, 1626-1628
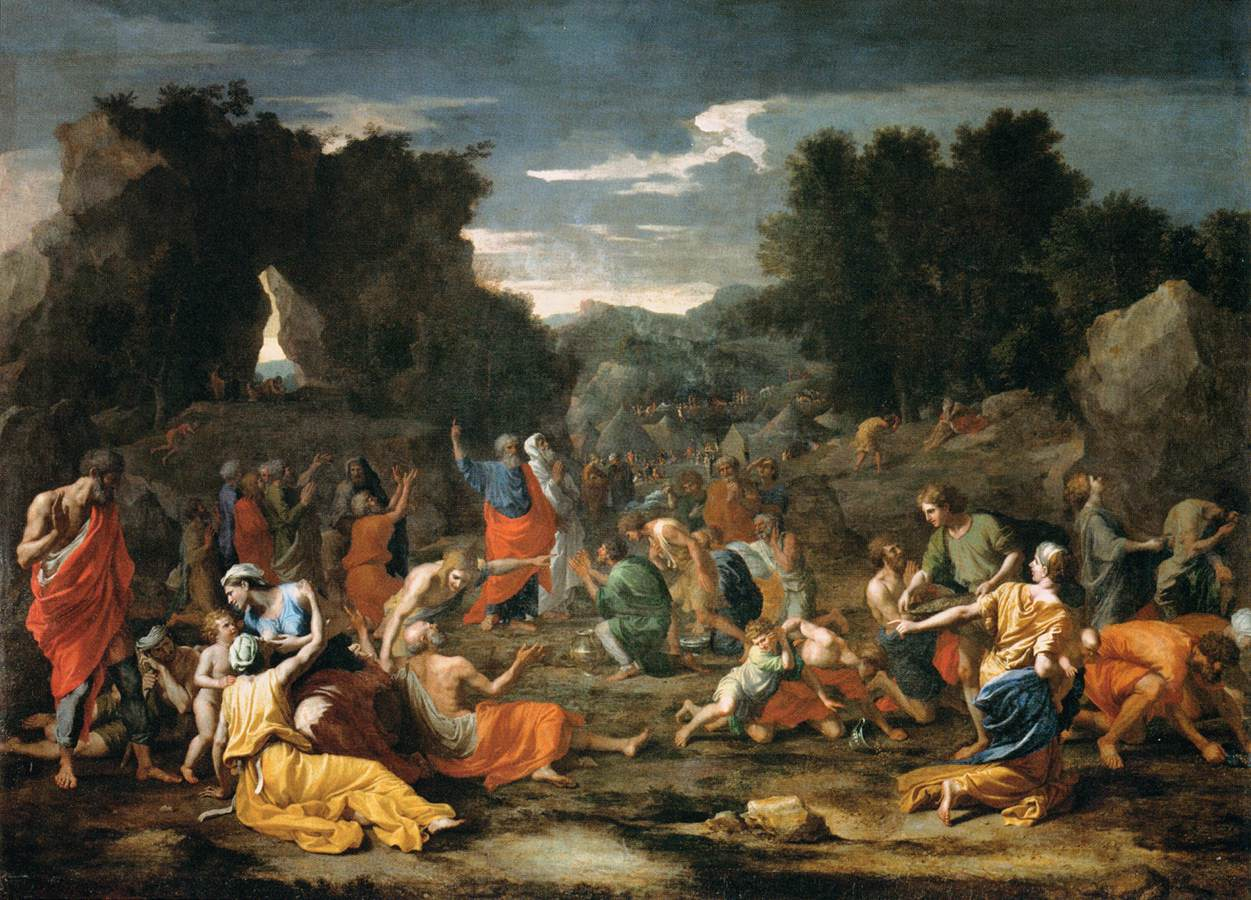
Nicolás Poussin, 1637-1639
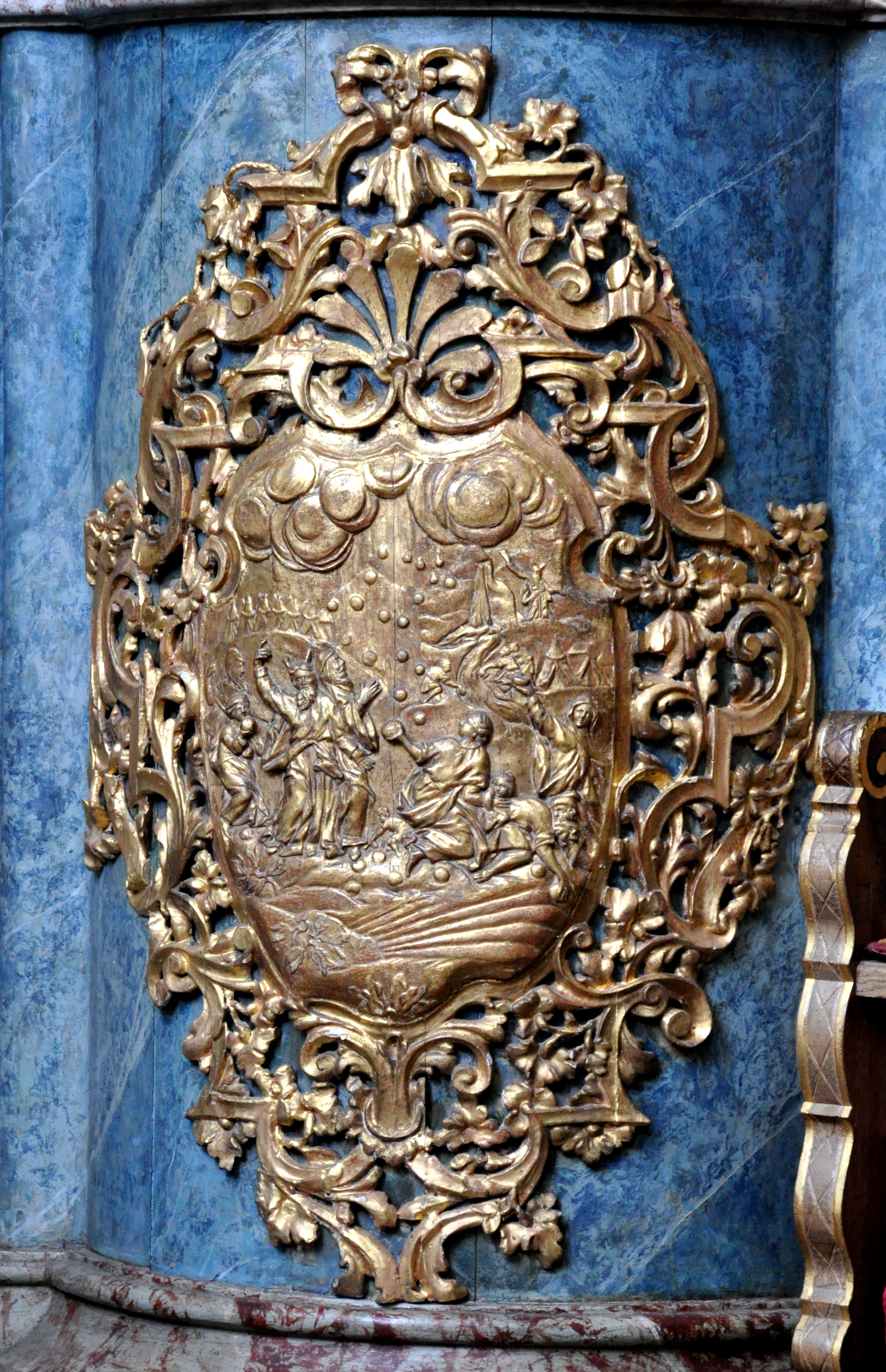
Georg Anton Machein, 1718
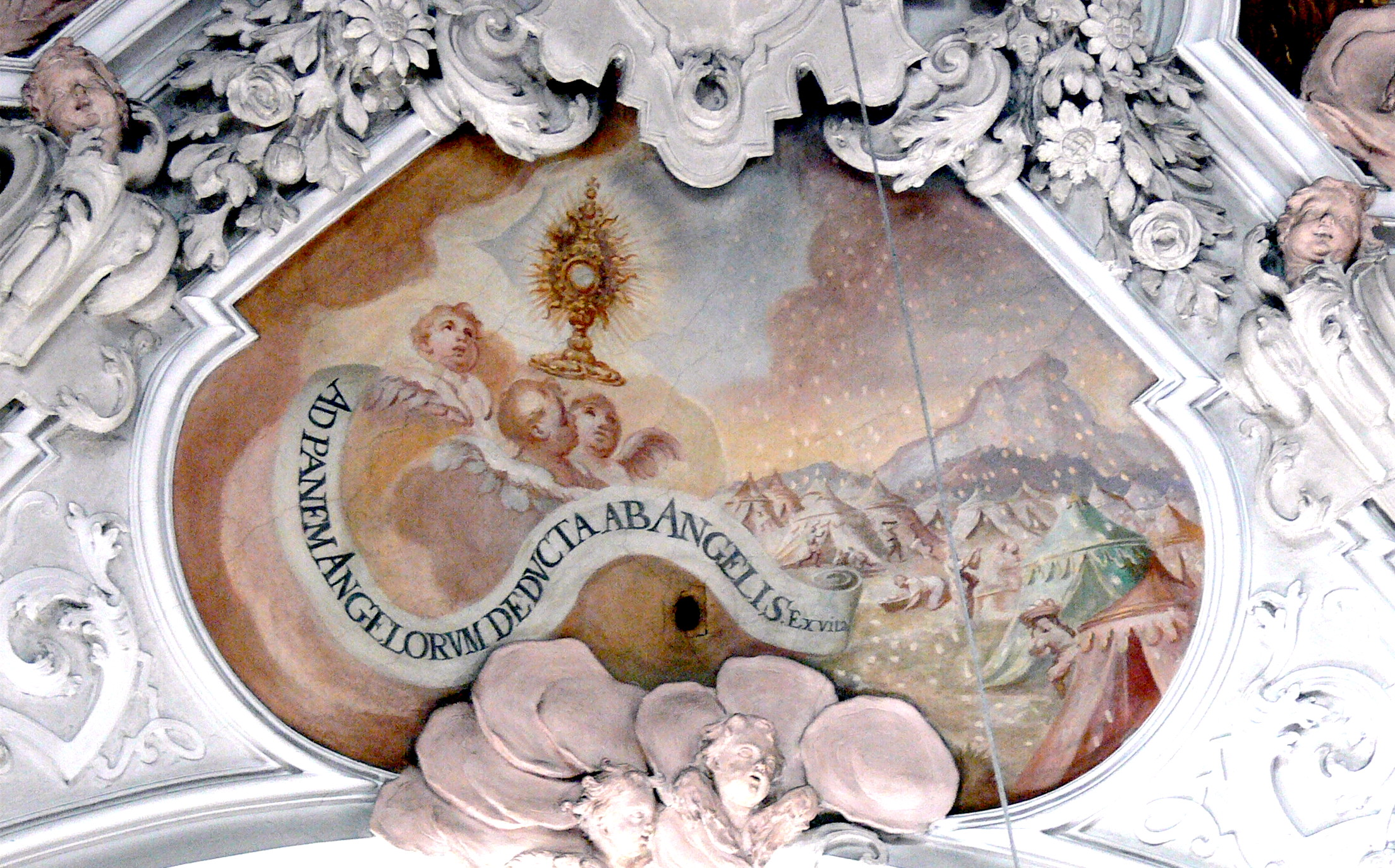
Wolfgang Andreas Heindl, 1722
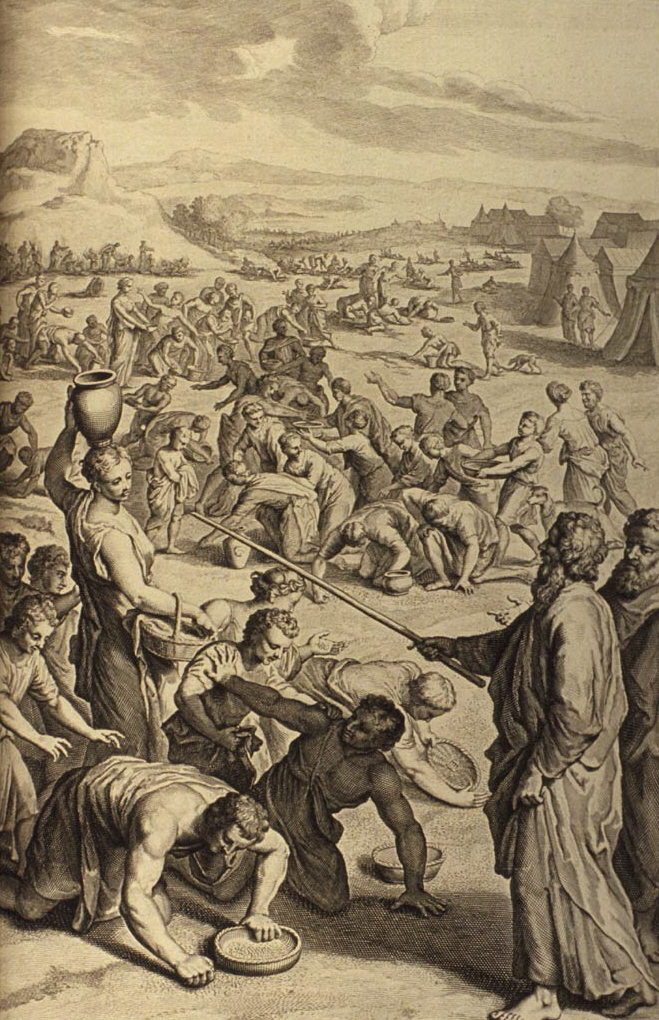
Gerard Hoet, 1728
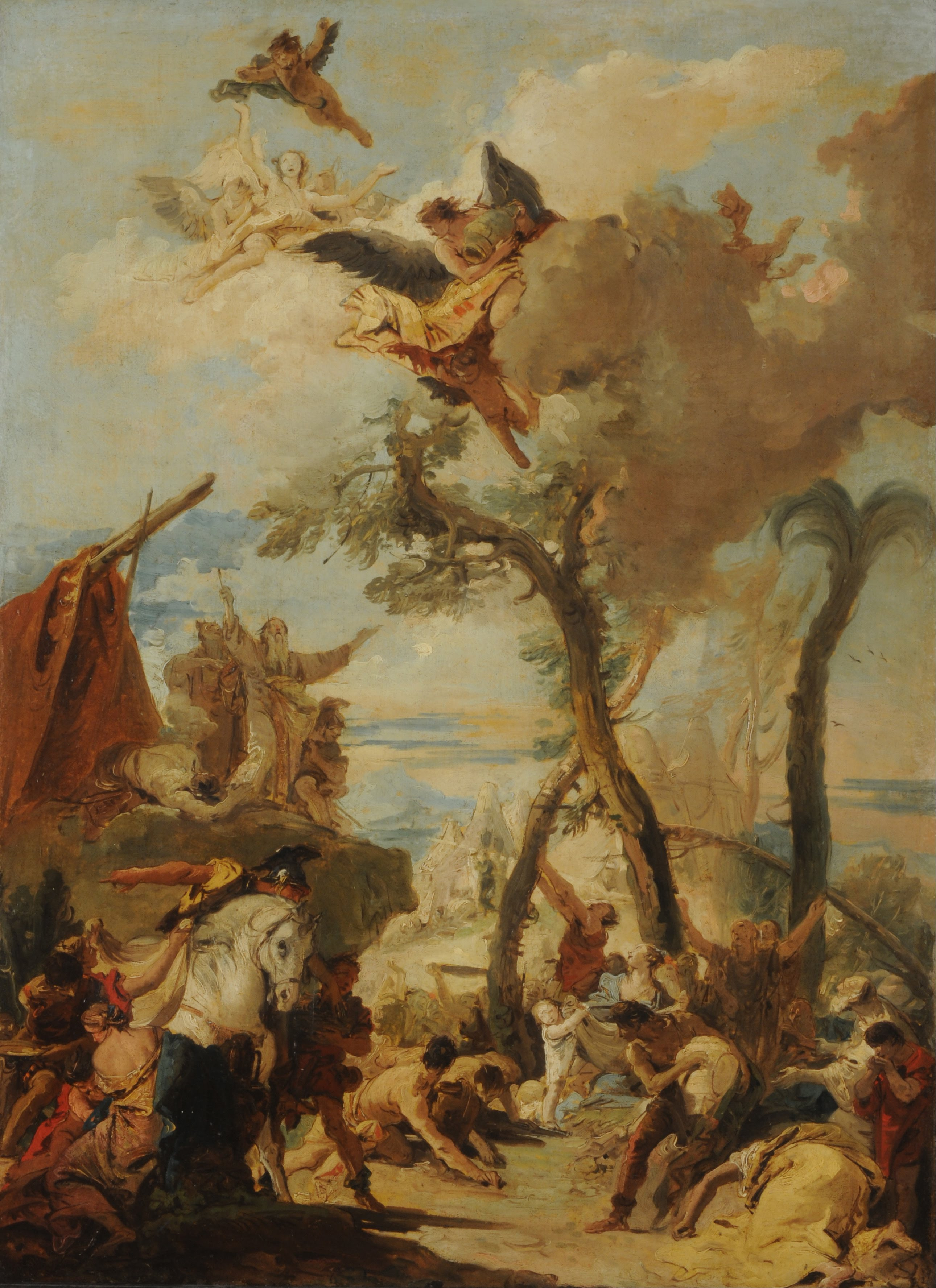
Tiépolo, 1740
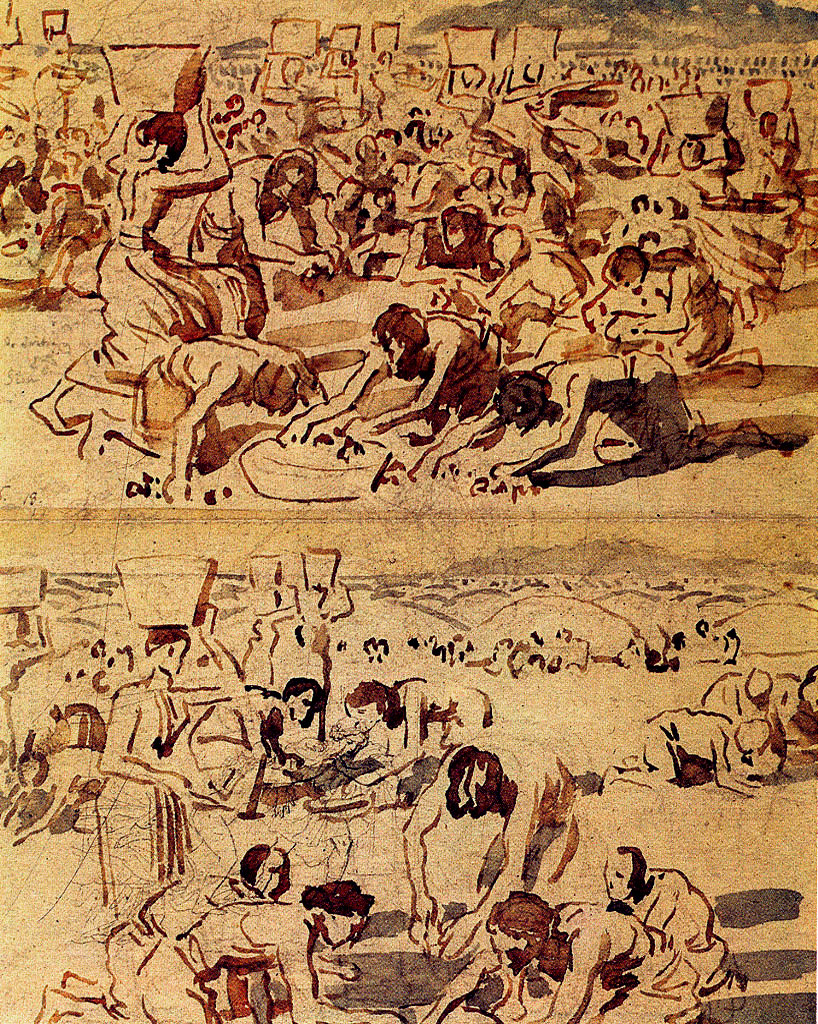
Alexander Ivanov, c. 1840
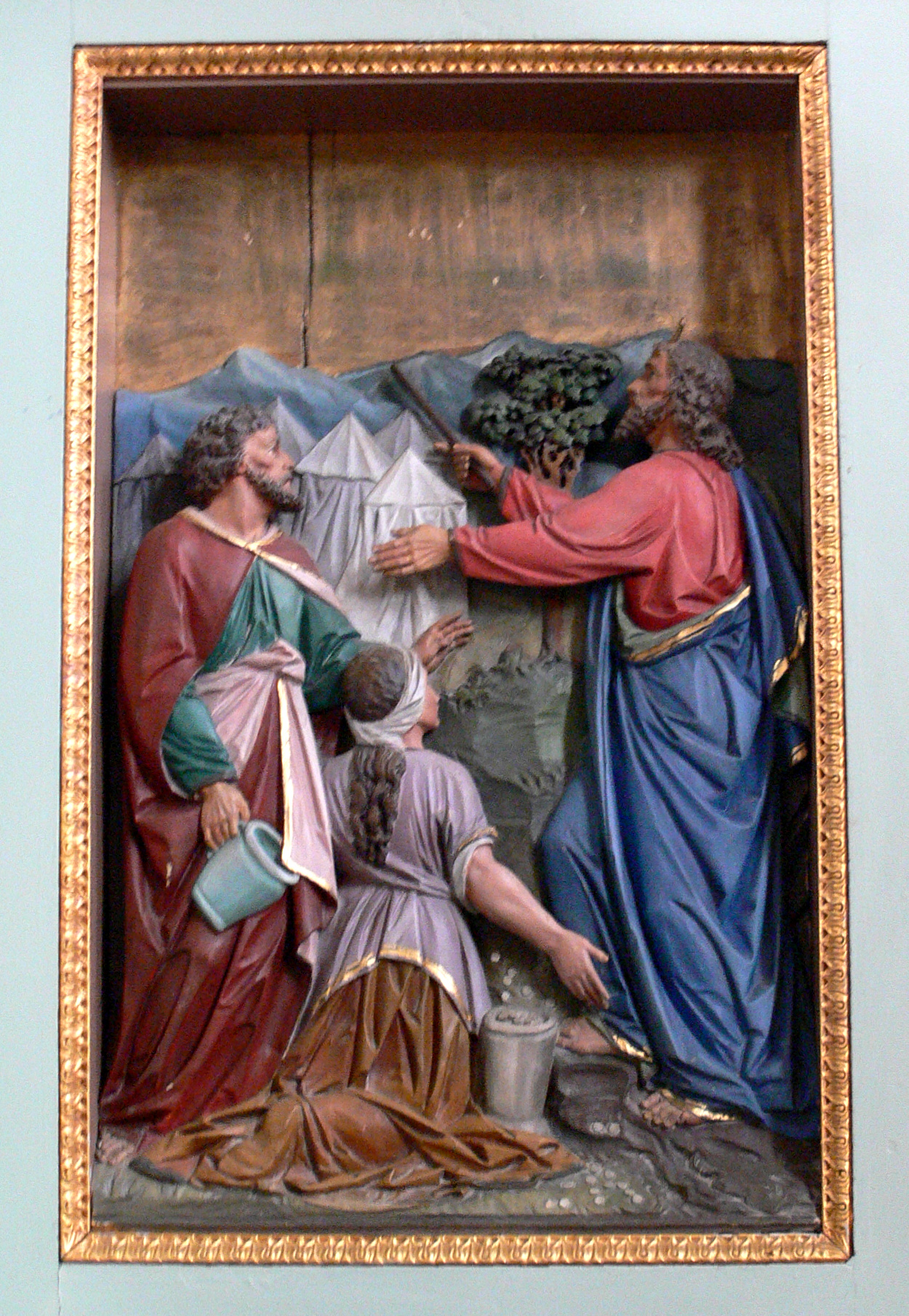
Peter Paul Metz, 1868
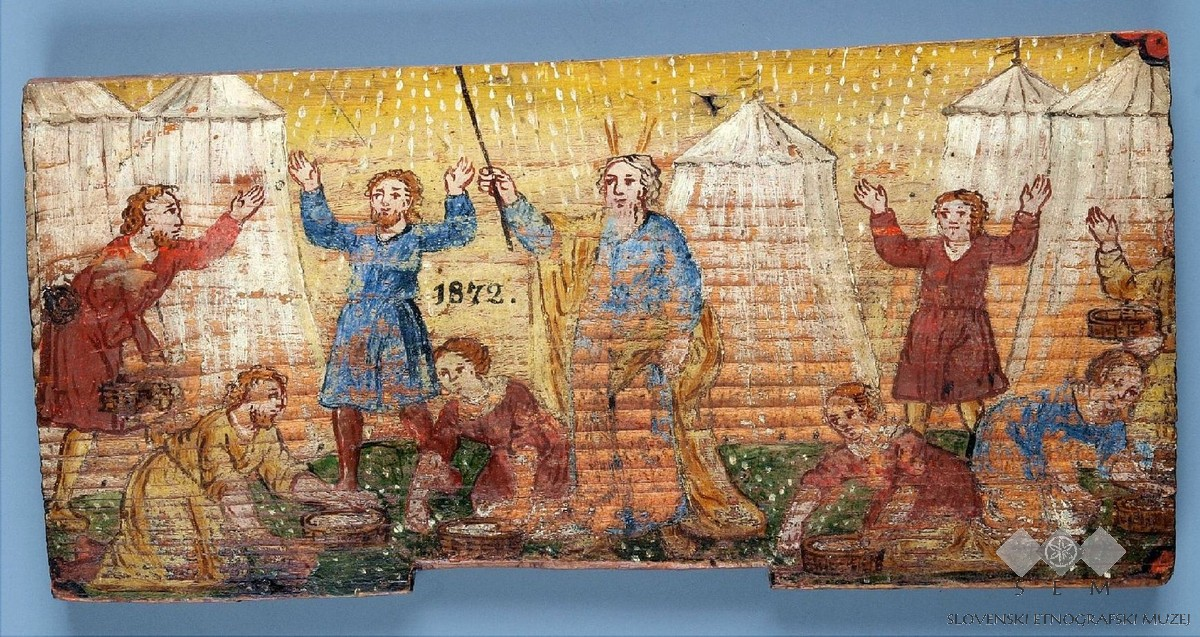
Leopold Layer, 1872
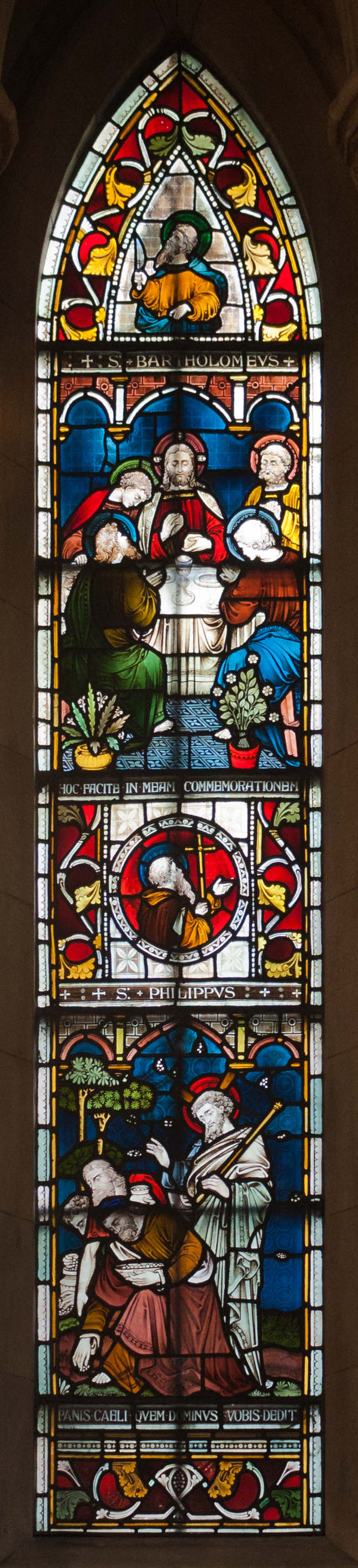
Clayton & Bell, 1878
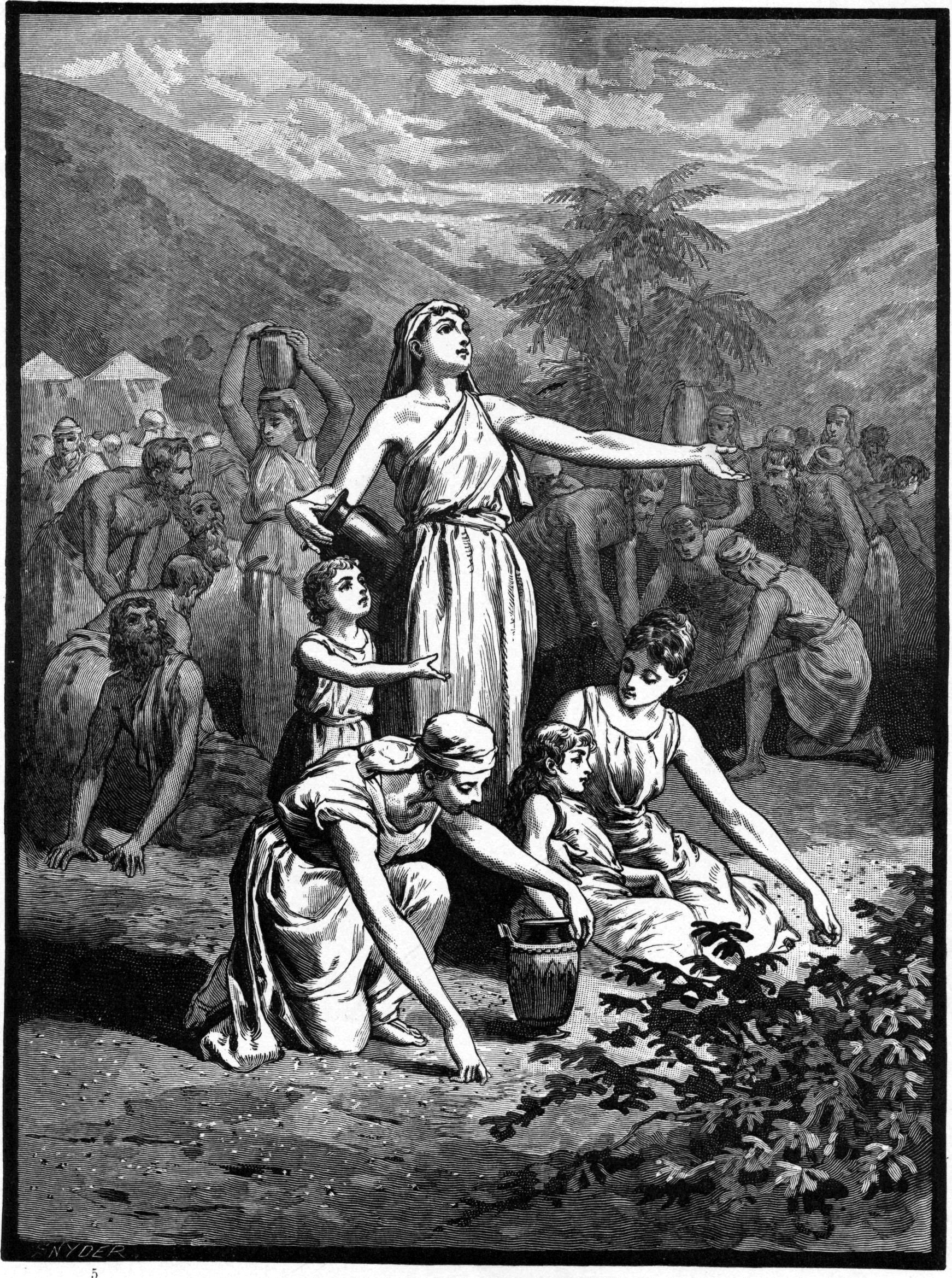
Charles Foster, 1897
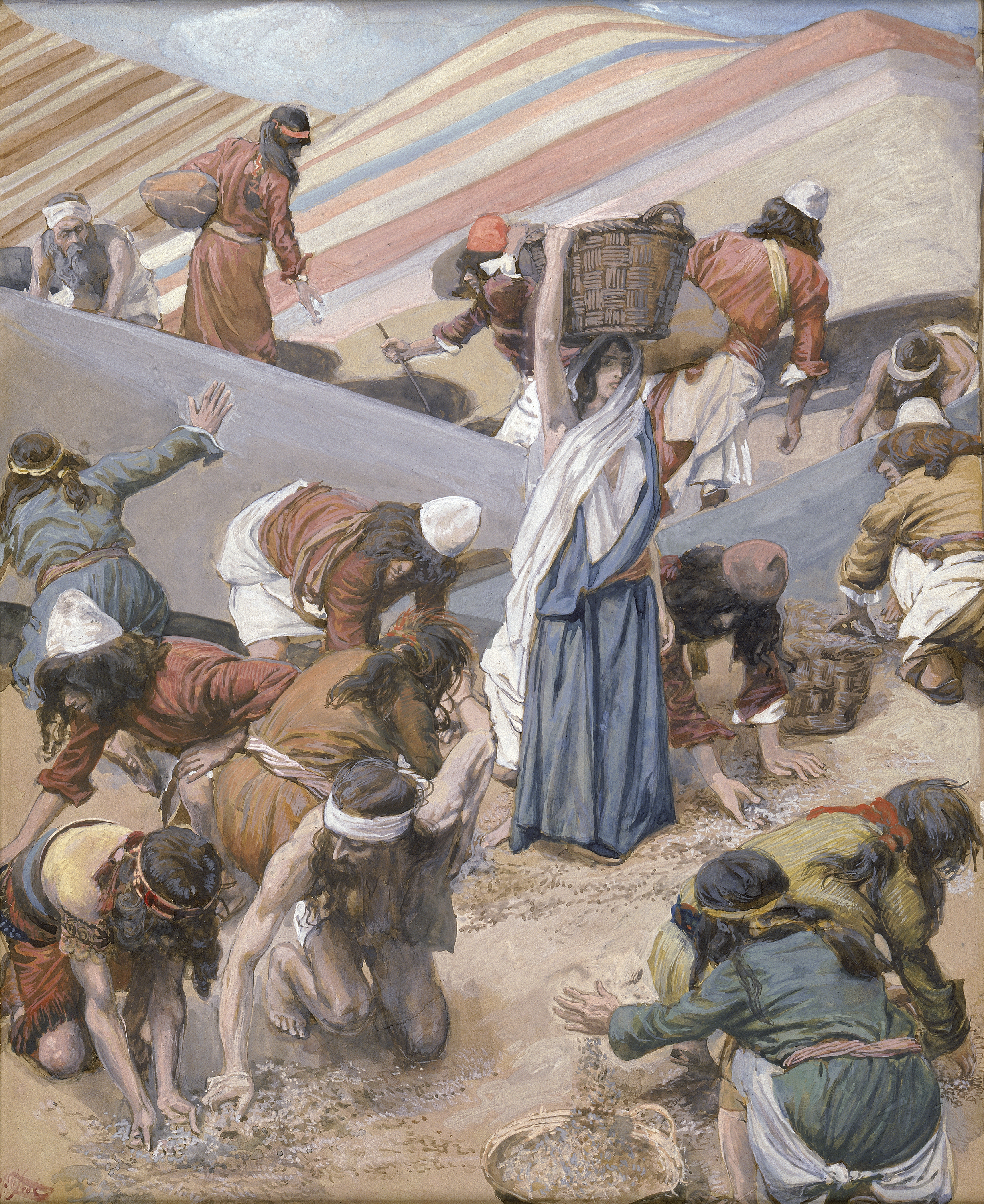
Tissot, 1898-1902